# Дамастор
Дамастор (др.-греч. Δαμάστωρ) — имя нескольких персонажей древнегреческой мифологии:
- гигант, которого упоминает Клавдий Клавдиан[1][2];
- сын Навплия, отец Перисфена, чьими сыновьями были Диктис и Полидект[3];
- отец Агелая, одного из женихов Пенелопы[4][5];
- один из женихов Пенелопы с Дулихия[6][7];
- отец троянца Тлеполема, упомянутого в «Илиаде»[8][9].